# Cairanne
Cairanne è un comune francese di 966 abitanti situato nel dipartimento della Vaucluse della regione della Provenza-Alpi-Costa Azzurra.

## Società

### Evoluzione demografica
Abitanti censiti

### Gemellaggi
- Flobeq
- Žďár nad Sázavou